# Centaurea kurdica
Centaurea kurdica — вид рослин роду волошка (Centaurea), з родини айстрових (Asteraceae).

## Опис
Дворічник з товстим м'ясистим стрижневим коренем і прямовисним стеблом, 40–85 см, запушений, зрештою оголений. Листки жорстко волосаті; базальні на довгих ніжках, яйцювато-субсерцеподібні, або рідше ліроподібні, до 13–25 × 5–9 см; нижні стеблові листки широколанцетні, цілі або нижня частина перисто-часточкова; серединне листя широко-ланцетне або довгасте, сидяче, 20 × 10 см; верхні листки ланцетні. Квіткові голови з чашечкою їхніх прилистків 40–55 × 40–60 мм. Квітки пурпурові, 45 мм. Сім'янки 6–9 × 3–4 мм, блискучі. Папус подвійний (внутрішній ряд коротший), солом'яно-коричневого кольору. 2n=18. Період цвітіння: червень — серпень.

## Середовище проживання
Ендемік східної Туреччини.